# Rottwerndorf
Rottwerndorf ist seit 1923 ein Stadtteil der sächsischen Stadt Pirna im Landkreis Sächsische Schweiz-Osterzgebirge in Deutschland.

## Geografie
Der Stadtteil von Pirna liegt südlich der Stadt im Tal der Gottleuba. Begrenzt wird es durch die Viehleite und die Eichbuschsiedlung auf dem Schäferberg im Nordosten sowie dem Lohmgrund im Südwesten.
Angrenzende Stadtteile sind im Nordwesten die Südvorstadt und Neundorf im Südosten.
Wichtigste Straße ist die Rottwerndorfer Straße, die als Staatsstraße 174 im Gottleubatal die Verbindung ins Stadtzentrum und nach Neundorf sowie weiter nach Langenhennersdorf herstellt. Entlang dieser Route verkehren mehrere Buslinien der RVSOE, die drei Haltestellen bedienen.

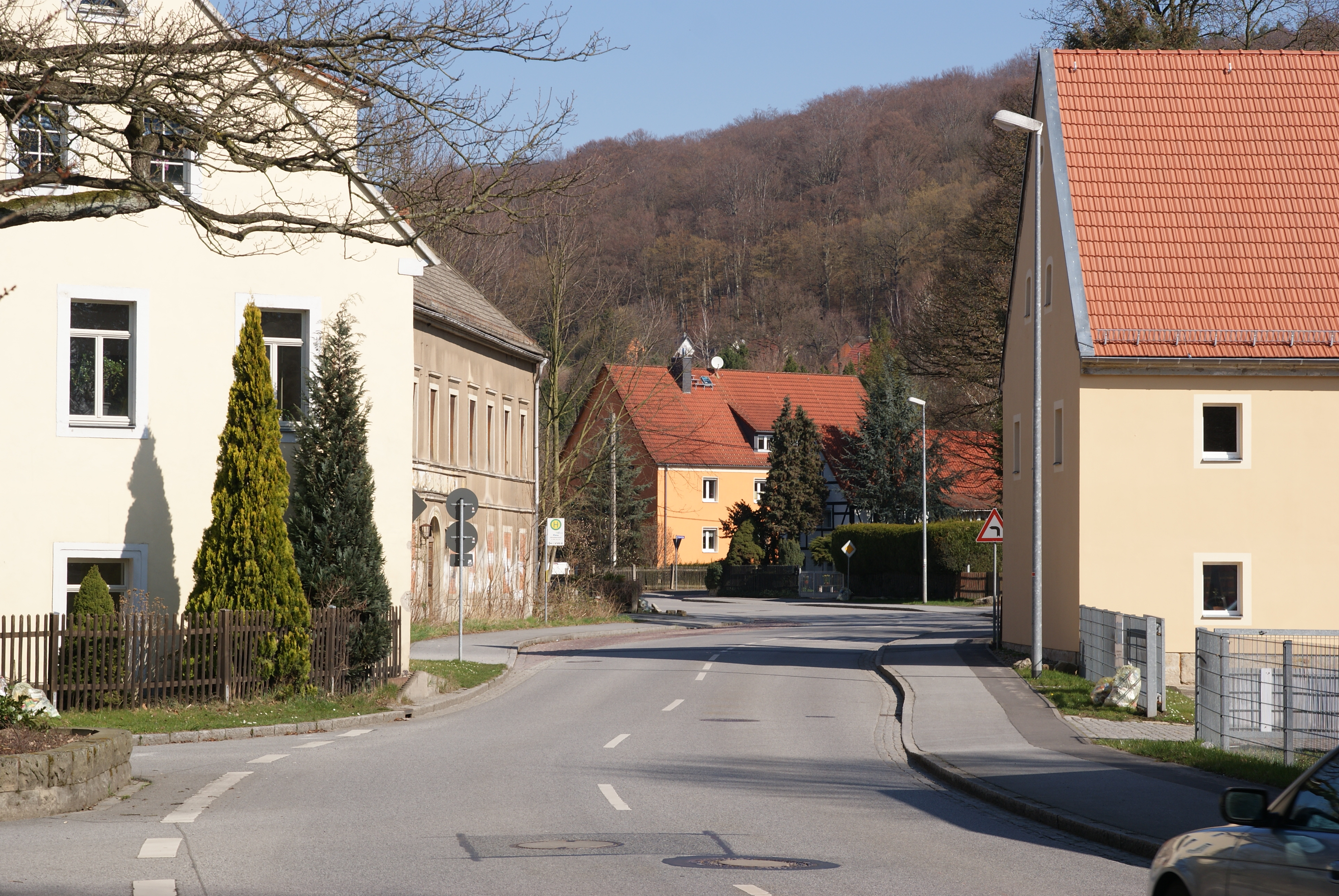
Rottwerndorf

Vom zu Rottwerndorf gehörenden Schäferberg kann man, bei guter Sicht, durch das Gottleuba- und Elbtal bis nach Dresden schauen, wo als markanter Punkt deutlich der Dresdner Fernsehturm zu sehen ist.

### Nachbarorte
| Südvorstadt |                                             | Krietzschwitz |
|             | Kompassrose, die auf Nachbargemeinden zeigt |               |
| Dohma       | Cotta                                       | Neundorf      |

## Geschichte
Der Ort, der früher von der Landwirtschaft und Steinbrecherei geprägt war, wurde erstmals 1337 erwähnt und hat ein Schloss mit einem Renaissanceportal aus dem 16. Jahrhundert. Am 1. Dezember 1923 wurde er in die Gemeinde Pirna eingemeindet.
Im Sandsteinbruch im Lohmgrund bei Rottwerndorf richtete der Verband Bildender Künstler der DDR ab 1975 Bildhauersymposien aus.

### Schloss Rottwerndorf

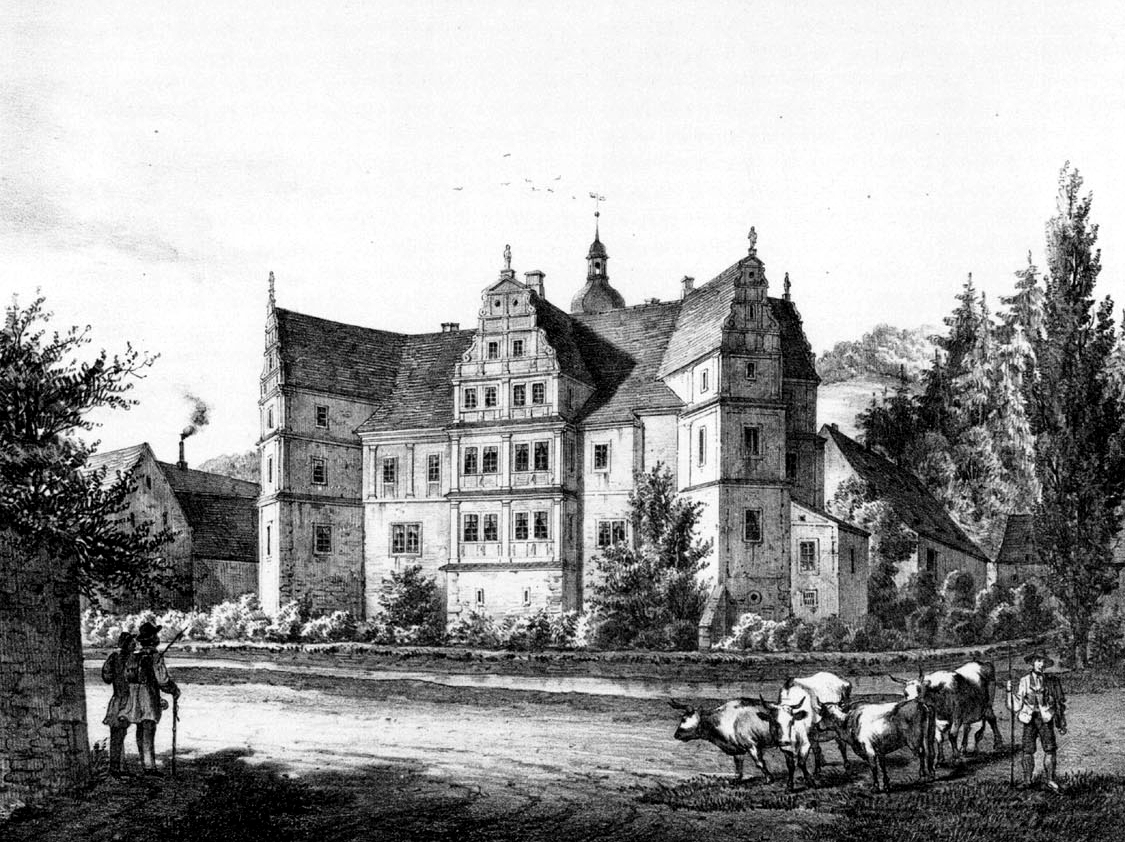
Schloss Rottwerndorf um 1860

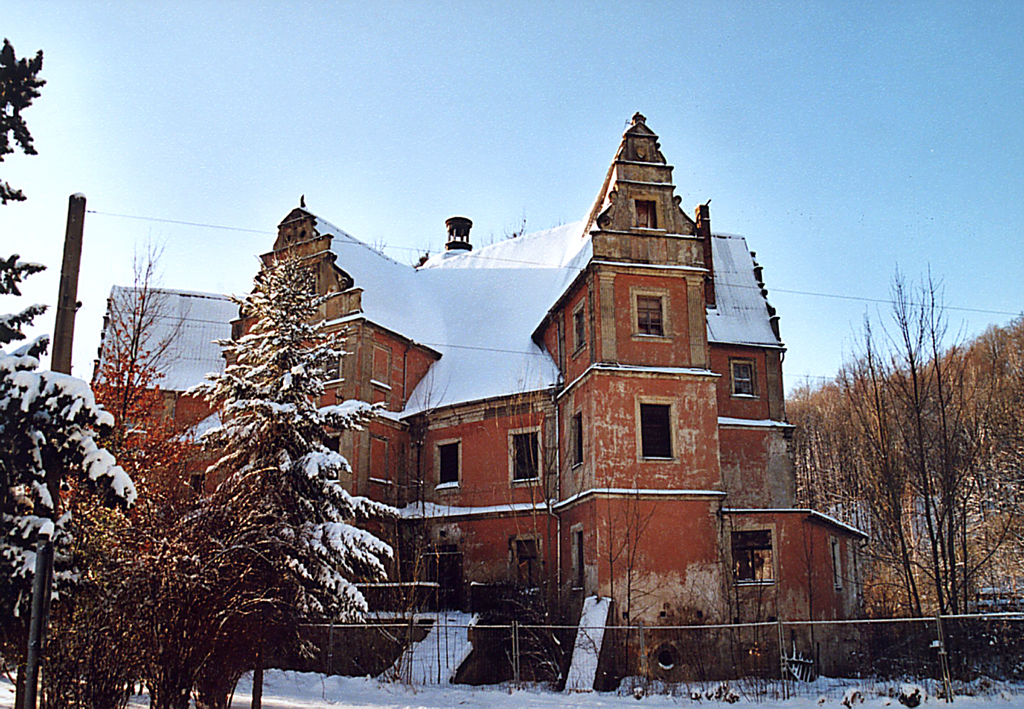
Das verfallende Schloss (Zustand 2007)

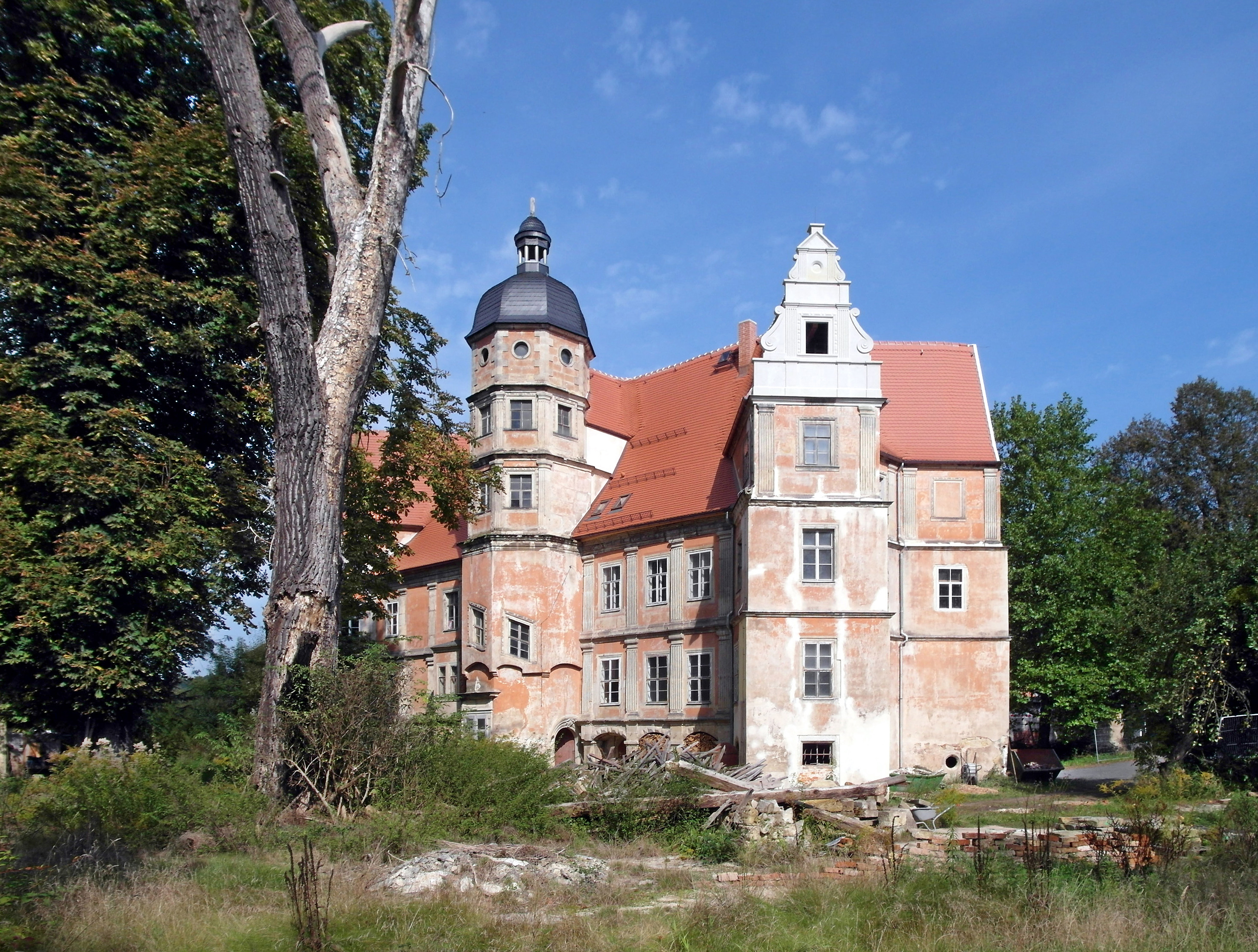
Schloss Rottwerndorf 2016

Schloss Rottwerndorf wurde erstmals 1337 in einer Urkunde von Markgraf Friedrich II. als „villa Rateberndorf“ erwähnt. Über die frühe Geschichte des Schlosses ist nur wenig bekannt. Es wird vermutet, dass es auf eine aus der Zeit um 1200 entstandene Wasserburg zurückgeht. Zu den frühen Besitzern gehörten im 14. Jahrhundert auch Angehörige der Familie von Karras. Anfang 1554 gelangte das Schloss kurzzeitig in den Besitz des Rates der Stadt Pirna, wurde aber bereits im März 1554 wieder an den kurfürstlichen Kammersekretär Damian von Sebottendorf (1519–1585) veräußert. Nur kurze Zeit später wurden das Herrenhaus des Rittergutes sowie vier benachbarte Bauerngüter am 18. Januar 1555 durch einen Brand zerstört. Damian von Sebottendorf veranlasste den Wiederaufbau des Herrenhauses im Stil eines Renaissanceschlosses.

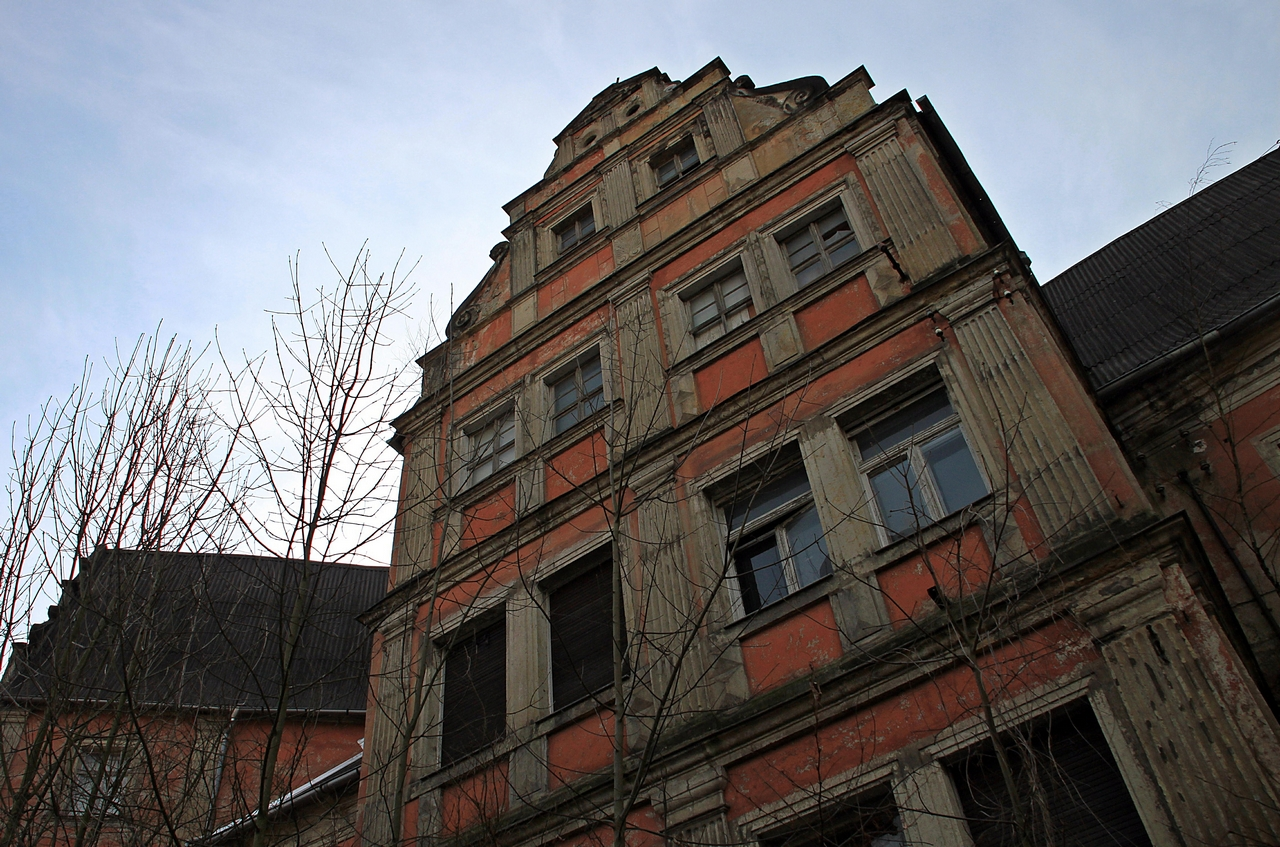
Blick auf den Hauptgiebel des Schlosses (Zustand 2011)

Der Grundriss basiert auf einem dreigeschossigen rechteckigen Gebäudekern, der an den vier Ecken um erkerartige Flügel mit Volutengiebeln ergänzt wurde. Die Straßenseite wird von einem übergiebelten Mitteltrakt, die Hofseite hingegen von einem filigranen, achteckigen Wendeltreppenturm bestimmt. Von der Zeit des Wiederaufbaus zeugen die im Keller des Hauses erhaltenen Jahreszahlen 1556 und 1561 sowie die am Westgiebel vorhandene Jahreszahl 1579.
Schloss Rottwerndorf verblieb bis 1710 im Besitz der Familie Sebottendorf, danach zählten die Herren von Berbisdorf und von Leyser zu den Besitzern. Aus den Händen der Familie von Miltitz ging das Schloss schließlich 1817 an bürgerliche Besitzer über, nachdem es bereits Ende des 18. Jahrhunderts kurzzeitig einem Pirnaer Kaufmann gehörte. Zu den bürgerlichen Besitzern zählte unter anderem der Pirnaer Superintendent Tischer (Besitzer von 1817 bis 1838) sowie der Ökonomierat Hermann Degenkolb (1858 bis 1908). Der Botaniker und Pomologe Degenkolb (1843–1919) ließ auf den Ländereien des Schlosses umfangreiche Baumschulen und Obstplantagen anlegen.
Auf Degenkolb folgte 1917 der Tabakfabrikant Hugo Zietz, Besitzer der bekannten Yenidze in Dresden, als Schlossherr. Aus dem Besitz von Zietz ging das Schloss 1927 an die Stadt Pirna über. Nach Ende des Zweiten Weltkrieges wohnten Umsiedler im Schloss. Auch später diente es als Wohnhaus und beherbergte das Gemeindeamt sowie eine Filiale der Deutschen Post. Ab 1953 wurde hier ein volkseigenes Gut eingerichtet, welches im Zuge der Wende 1990 wieder in den Besitz der Stadt Pirna überging.
Seit 1998 stand der gesamte Komplex von Schloss und Wirtschaftsgebäuden leer, verfiel zusehends und war stark sanierungsbedürftig. Gleiches traf auf den ehemaligen Schlosspark mitsamt der Orangerie zu. Im Sommer 2002 wurden das Keller- und Erdgeschoss von den Wassermassen der Gottleuba überflutet. Schloss Rottwerndorf wurde 2007 an den Fabrik- und Logistikplaner Michael Graf von Plettenberg verkauft. 2011 ersteigerte der Architekt Martin Kusic das Gebäude. Er hat erste Sanierungsarbeiten durchgeführt und plante auch, den ursprünglichen Grundriss, ohne spätere Ein- und Anbauten, wiederherzustellen. Zeitweise bewohnte Kusic das Haus mit seiner Familie.
Zu dem verkauften Gesamtgrundstück gehörte auch die Schlossmühle, der ehemalige Sitz der Kretzschmar OHG Pirna, die später unter Delphinwerk OHG und VEB Phonomat Pirna firmierte. Mit der Privatisierung 1990 entstand als neuer Betrieb die ANDICOM GmbH, die nach zwei Jahren in Konkurs ging. Die Schlossmühle wurde 2013 abgerissen. Der verwilderte Schlosspark und die verfallende Orangerie stehen im Eigentum der Stadt Pirna.

## Mit Rottwerndorf verbundene Persönlichkeiten
- Johannes Kotte (1908–1970), Maler und Grafiker